# Дилайла Стронг
Дилайла Стронг (на английски: Delilah Strong) е американска порнографска актриса и модел, родена на 26 юли 1982 г.
Дъщеря е на нашумялата през 1980-те години порноактриса Дебора Кокс.

## Биография
Родена е в Поугкийпси, Ню Йорк. Не след дълго семейството се мести да живее в Тампа, Флорида. Има по-голям брат. От малка решава, че иска да се снима в Плейбой.
Започва работа в магазин на Блокбъстър видео, но когато става на 19 години започва да танцува в еротичен клуб в Тампа, Флорида. Докато работи там, агент на списание Хъслър ѝ предлага да се снима във филм. Тя се съгласява и оттогава започва кариерата и в индустрията за възрастни. Тогава е на 20 години, стартира предимно с интернет сайтове, но от януари 2004 година заминава за Калифорния, за участие в порно филми.
През юли 2005 година, Стронг участва в агресивна сцена, като по време на снимките наранява главата си и чупи един от пръстите си. За главен виновник е обявен режисьорът на филма Mason, и това води до сериозна вражда между него и Дилайла, пренесла се и върху други хора от бизнеса, включително Тони Ти и режисьора на Дайъболик видео Чико Уанг, които застават на страната на Дилайла Стронг. От своя страна Mason се опитал да спре останалите режисьори да работят с нея, или всеки друг, с когото тя е свързана.
През май 2008 Shane`s world studios подписват със Стронг едногодишен договор за линията „College Invasion“, правейки я официалната „Ms. College Invasion“.
Дилайла Стронг има една дъщеря.

## Награди и номинации
- 2007: Финалистка за F.A.M.E. награда за „най-мръснишко“ момиче в порното.[5]
- 2007: Номинация за AVN награда за недооценена звезда на годината.[6]